# Noruega nos Jogos Olímpicos de Verão de 2008
A Noruega competiu nos Jogos Olímpicos de Verão de 2008, em Pequim, na China.

## Medalhas
| Atleta | Esporte | Evento                         | Medalha |
| --- | --- | ------------------------------ | ------- |
| Andreas Thorkildsen | Atletismo | Lançamento de dardo masculino  | Ouro    |
| \| Kari Aalvik Grimsboe Katja Nyberg Ragnhild Aamodt Goeril Snorroeggen Else Marthe Soerlie Lybekk Tonje Noestvold Karoline Dyhre Breivang \| Kristine Lunde Gro Hammerseng Kari Mette Johansen Marit Malm Frafjord Tonje Larsen Katrine Lunde Haraldsen Linn-Kristin Riegelhuth \| | Handebol | Feminino                       | Ouro    |
| Olaf Tufte | Remo | Skiff simples masculino        | Ouro    |
| Kjersti Plätzer | Atletismo | 20 km marcha atlética feminina | Prata   |
| Eirik Verås Larsen | Canoagem | K-1 1000 m masculino           | Prata   |
| Alexander Dale Oen | Natação | 100 m peito masculino          | Prata   |
| Nina Solheim | Taekwondo | Mais de 67 kg feminino         | Prata   |
| Tore Brovold | Tiro | Skeet masculino                | Prata   |
| Sara Nordenstam | Natação | 200 m peito feminino           | Bronze  |
| Kari Aalvik Grimsboe Katja Nyberg Ragnhild Aamodt Goeril Snorroeggen Else Marthe Soerlie Lybekk Tonje Noestvold Karoline Dyhre Breivang | Kristine Lunde Gro Hammerseng Kari Mette Johansen Marit Malm Frafjord Tonje Larsen Katrine Lunde Haraldsen Linn-Kristin Riegelhuth |                                |         |

Nota: Originalmente a Noruega havia conquistado mais um bronze, na prova de saltos por equipes do hipismo. O cavalo Camiro de Tony André Hansen deu positivo para o uso da substância capsaicina no primeiro teste, uma substância banida dos eventos eqüestres. Em 28 de agosto de 2008, o doping foi confirmado e a defesa do atleta foi realizada em 6 de setembro de 2008, em Lausana, Suíça. A equipe acabou destituída em 22 de dezembro de 2008 e a medalha passou para a equipe da Suíça.

## Desempenho

### Atletismo
Masculino
| Atletas             | Evento                | Preliminar | Preliminar | Quartas    | Quartas | Semifinal   | Semifinal   | Final       | Final           |
| Atletas             | Evento                | Marca      | Posição    | Marca      | Posição | Marca       | Posição     | Marca       | Posição         |
| ------------------- | --------------------- | ---------- | ---------- | ---------- | ------- | ----------- | ----------- | ----------- | --------------- |
| Andreas Thorkildsen | Lançamento de dardo   | 79,85m     | 9º         |            |         |             |             | 90,57m (OR) | Medalha de ouro |
| Erik Tysse          | 20 km marcha atlética |            |            |            |         |             |             | 1h22m43     | 21º             |
| Erik Tysse          | 50 km marcha atlética |            |            |            |         |             |             | 3h45m21     | 5º              |
| Jaysuma Saidy Ndure | 100 m                 | 10s37      | 25º        | 10s14      | 15º     | Não avançou | Não avançou | Não avançou | Não avançou     |
| Jaysuma Saidy Ndure | 200 m                 | 20s54 (SB) | 2º         | 20s45 (SB) | 3º      | DNS         | -           | Não avançou | Não avançou     |
| Trond Nymark        | 50 km marcha atlética |            |            |            |         |             |             | DNF         | -               |

Feminino
| Atletas                  | Evento                | Preliminar | Preliminar | Quartas     | Quartas     | Semifinal   | Semifinal   | Final       | Final            |
| Atletas                  | Evento                | Marca      | Posição    | Marca       | Posição     | Marca       | Posição     | Marca       | Posição          |
| ------------------------ | --------------------- | ---------- | ---------- | ----------- | ----------- | ----------- | ----------- | ----------- | ---------------- |
| Christina Vukicevic      | 100 m com barreiras   | 13s05 (PB) | 19º        | Não avançou | Não avançou | Não avançou | Não avançou | Não avançou | Não avançou      |
| Ezinne Okparaebo         | 100 m                 | 11s32      | 2º         | 11s45       | 4º          | Não avançou | Não avançou | Não avançou | Não avançou      |
| Ida Marcussen            | Heptatlo              |            |            |             |             |             |             | 6015        | 21º              |
| Kirsten Melkevik Otterbu | Maratona              |            |            |             |             |             |             | 2h34m35     | 34º              |
| Kjersti Plätzer          | 20 km marcha atlética |            |            |             |             |             |             | 1h27m07     | Medalha de prata |

### Canoagem de velocidade
Masculino
| Atleta             | Evento     | Preliminar | Preliminar | Semifinais | Semifinais | Final    | Final            |
| Atleta             | Evento     | Tempo      | Posição    | Tempo      | Posição    | Tempo    | Posição          |
| ------------------ | ---------- | ---------- | ---------- | ---------- | ---------- | -------- | ---------------- |
| Eirik Verås Larsen | K-1 500 m  | 1m36s439   | 2º         | 1m41s927   | 2º         | 1m37s949 | 4º               |
| Eirik Verås Larsen | K-1 1000 m | 3m29s043   | 1º         |            |            | 3m27s342 | Medalha de prata |

### Ciclismo BMX
| Atleta              | Evento | Preliminar | Preliminar | Quartas | Quartas | Semifinais  | Semifinais  | Final       | Final       |
| Atleta              | Evento | Tempo      | Posição    | Pontos  | Posição | Pontos      | Posição     | Tempo       | Posição     |
| ------------------- | ------ | ---------- | ---------- | ------- | ------- | ----------- | ----------- | ----------- | ----------- |
| Sebastian Kartfjord | BMX    | 38s688     | 30º        | 19      | 28º     | Não avançou | Não avançou | Não avançou | Não avançou |

### Ciclismo de estrada
Masculino
| Atleta                  | Evento             | Final   | Final   |
| Atleta                  | Evento             | Tempo   | Posição |
| ----------------------- | ------------------ | ------- | ------- |
| Edvald Boasson Hagen    | Corrida em estrada | 6h36m48 | 70º     |
| Gabriel Rasch           | Corrida em estrada | DNF     | -       |
| Kurt Asle Arvesen       | Corrida em estrada | 6h26m17 | 31º     |
| Lars Petter Nordhaug[a] | Corrida em estrada | DNF     | -       |

a. ^ Em 1 de agosto de 2008, Thor Hushovd anunciou que não participaria das Olimpíadas por motivos de doença e foi substituído pelo atleta Lars Petter Nordhaug.
Feminino
| Atleta               | Evento             | Final   | Final   |
| Atleta               | Evento             | Tempo   | Posição |
| -------------------- | ------------------ | ------- | ------- |
| Anita Valen de Vries | Corrida em estrada | 3h33m17 | 26º     |

### Ciclismo Mountain Bike
Feminino
| Atleta                 | Evento        | Final   | Final   |
| Atleta                 | Evento        | Tempo   | Posição |
| ---------------------- | ------------- | ------- | ------- |
| Gunn-Rita Dahle Flesjå | Cross-country | DNF     | -       |
| Lene Byberg            | Cross-country | 1h53m19 | 13º     |

### Esgrima
Masculino
| Atleta            | Evento            | Fase de 64             | Fase de 32                | Fase de 16             | Quartas                | Semifinais             | Disputa do Bronze      | Final                  |
| Atleta            | Evento            | Adversário e resultado | Adversário e resultado    | Adversário e resultado | Adversário e resultado | Adversário e resultado | Adversário e resultado | Adversário e resultado |
| ----------------- | ----------------- | ---------------------- | ------------------------- | ---------------------- | ---------------------- | ---------------------- | ---------------------- | ---------------------- |
| Sturla Torkildsen | Espada individual | VEN W. Mejias V 12-11  | ITA M. Tagliariol D 10-15 | Não avançou            | Não avançou            | Não avançou            | Não avançou            | Não avançou            |

### Futebol
Feminino
| Equipe | Equipe | Fase de grupos                                                   | Fase de grupos | Quartas                | Semifinal              | Final                  | Pos. |
| Equipe | Equipe | Adversário e resultado                                           | Pos.           | Adversário e resultado | Adversário e resultado | Adversário e resultado | Pos. |
| --- | --- | ---------------------------------------------------------------- | -------------- | ---------------------- | ---------------------- | ---------------------- | ---- |
| Erika Skarbø Christine Colombo Nilsen Ane Stangeland Horpestad Gunhild Følstad Siri Nordby Trine Rønning Marit Fiane Christensen Marita Skammelsrud Lund Ingvild Stensland | Marie Knutsen Lene Storløkken Solveig Gulbrandsen Isabell Herlovsen Melissa Wiik Leni Larsen Kaurin Guro Knutsen Elise Thorsnes Lene Mykjåland | USA Estados Unidos V 2-0 NZL Nova Zelândia V 1-0 JPN Japão D 1-5 | 2º (gr. G)     | BRA Brasil D 1-2       | Não avançou            | Não avançou            | 7º   |

### Halterofilismo
Feminino
| Atleta       | Evento | Arranque (kg) | Arremesso (kg) | Total (kg) | Posição |
| ------------ | ------ | ------------- | -------------- | ---------- | ------- |
| Ruth Kasirye | -63kg  | 103,0         | 121,0          | 224,0      | 7º      |

### Handebol
Feminino
| Equipe | Fase de grupos                                                                                      | Fase de grupos | Quartas de final       | Semifinal                 | Final                  | Pos.            |
| Equipe | Adversário e resultado                                                                              | Pos.           | Adversário e resultado | Adversário e resultado    | Adversário e resultado | Pos.            |
| --- | --------------------------------------------------------------------------------------------------- | -------------- | ---------------------- | ------------------------- | ---------------------- | --------------- |
| Kari Aalvik Grimsbø Katja Nyberg Ragnhild Aamodt Gøril Snorroeggen Else Marthe Sørlie Lybekk Tonje Nøstvold Karoline Dyhre Breivang Kristine Lunde Gro Hammerseng Kari Mette Johansen Marit Malm Frafjord Tonje Larsen Katrine Lunde Haraldsen Linn Kristin Riegelhuth | CHN China V 30-23 ANG Angola V 31-17 KAZ Cazaquistão V 35-19 FRA França V 34-24 ROU Romênia V 24-23 | 1º (gr. A)     | SWE Suécia V 31-24     | KOR Coreia do Sul V 29-28 | RUS Rússia V 34-27     | Medalha de ouro |

### Hipismo
| Atleta                                                         | Cavalo                         | Evento             | Qualificação | Qualificação | Qualificação | Qualificação | Qualificação | Final       | Final       | Final       | Final       |
| Atleta                                                         | Cavalo                         | Evento             | 1º salto     | 2º salto     | 3º salto     | Total        | Posição      | 1º salto    | 2º salto    | Total       | Posição     |
| -------------------------------------------------------------- | ------------------------------ | ------------------ | ------------ | ------------ | ------------ | ------------ | ------------ | ----------- | ----------- | ----------- | ----------- |
| Geir Gulliksen                                                 | L'Espoir                       | Saltos individual  | 13           | 12           | Eliminado    | 25           | 51º          | Não avançou | Não avançou | Não avançou | Não avançou |
| Morten Djupvik                                                 | Casino                         | Saltos individual  | 1            | 12           | 4            | 17           | 23º          | 4           | 4           | 8           | 10º         |
| Stein Endresen                                                 | Le Beau                        | Saltos individual  | 0            | 4            | 12           | 16           | 18º          | 0           | 16          | 16          | 16º         |
| Tony André Hansen                                              | Camiro                         | Saltos individual  | 1            | 1            | 1            | 3            | DSQ          | Não avançou | Não avançou | Não avançou | Não avançou |
| Geir Gulliksen Morten Djupvik Stein Endresen Tony André Hansen | L'Espoir Casino Le Beau Camiro | Saltos por equipes |              |              |              |              |              | 28          | 21          | -           | 10º         |

### Lutas
Greco-Romana
| Atleta           | Evento | Qualificação           | Qualificação             | Qualificação           | Qualificação           | Repescagem             | Repescagem             | Final                  |
| Atleta           | Evento | Fase de 16             | Oitavas                  | Quartas                | Semifinais             | 1ª fase                | 2ª fase                | Final                  |
| Atleta           | Evento | Adversário e resultado | Adversário e resultado   | Adversário e resultado | Adversário e resultado | Adversário e resultado | Adversário e resultado | Adversário e resultado |
| ---------------- | ------ | ---------------------- | ------------------------ | ---------------------- | ---------------------- | ---------------------- | ---------------------- | ---------------------- |
| Stig Andre Berge | -60kg  |                        | KAZ N. Tengizbayev D 0-6 | Não avançou            | Não avançou            | Não avançou            | Não avançou            | Não avançou            |

### Natação
Masculino
| Atletas               | Evento       | Preliminar   | Preliminar | Semifinal   | Semifinal   | Final       | Final            |
| Atletas               | Evento       | Tempo        | Posição    | Tempo       | Posição     | Tempo       | Posição          |
| --------------------- | ------------ | ------------ | ---------- | ----------- | ----------- | ----------- | ---------------- |
| Alexander Dale Oen[a] | 100 m peito  | 59s41 (OR)   | 1º         | 59s16 (OR)  | 1º          | 59s20       | Medalha de prata |
| Alexander Dale Oen[a] | 200 m peito  | 2m11s30      | 17º        | Não avançou | Não avançou | Não avançou | Não avançou      |
| Gard Kvale            | 200 m livre  | 1m48s73 (NR) | 27º        | Não avançou | Não avançou | Não avançou | Não avançou      |
| Gard Kvale            | 400 m livre  | 3m50s47      | 26º        |             |             | Não avançou | Não avançou      |
| Gard Kvale            | 200 m medley | 2m01s52 (NR) | 25º        | Não avançou | Não avançou | Não avançou | Não avançou      |

a. ^ Alexander Dale Oen ganhou a primeira medalha Olímpica da Noruega na natação.
Feminino
| Atletas         | Evento          | Preliminar   | Preliminar | Semifinal    | Semifinal   | Final        | Final             |
| Atletas         | Evento          | Tempo        | Posição    | Tempo        | Posição     | Tempo        | Posição           |
| --------------- | --------------- | ------------ | ---------- | ------------ | ----------- | ------------ | ----------------- |
| Ingvild Snildal | 100 m borboleta | 59s86 (NR)   | 27º        | Não avançou  | Não avançou | Não avançou  | Não avançou       |
| Ingvild Snildal | 200 m borboleta | 2m14s53      | 33º        | Não avançou  | Não avançou | Não avançou  | Não avançou       |
| Sara Nordenstam | 200 m peito     | 2m24s47 (NR) | 4º         | 2m23s79 (ER) | 4º          | 2m23s02 (ER) | Medalha de bronze |
| Sara Nordenstam | 200 m medley    | 2m15s13 (NR) | 23º        | Não avançou  | Não avançou | Não avançou  | Não avançou       |
| Sara Nordenstam | 400 m medley    | 4m40s28 (NR) | 18º        |              |             | Não avançou  | Não avançou       |

### Remo
Masculino
| Equipe     | Evento        | Eliminatórias | Eliminatórias | Repescagem | Repescagem | Quartas | Quartas | Semifinal | Semifinal | Final   | Final           |
| Equipe     | Evento        | Tempo         | Posição       | Tempo      | Posição    | Tempo   | Posição | Tempo     | Posição   |         |                 |
| ---------- | ------------- | ------------- | ------------- | ---------- | ---------- | ------- | ------- | --------- | --------- | ------- | --------------- |
| Olaf Tufte | Skiff simples | 7m20s20       | 1º Q          |            |            | 6m53s59 | 1º S    | 6m58s23   | 2º FA     | 6m59s83 | Medalha de ouro |

### Taekwondo
Feminino
| Atleta       | Evento | Preliminares           | Quartas                | Semifinais                             | Repescagem             | Medalha de Bronze      | Final                  | Posição          |
| Atleta       | Evento | Adversário e resultado | Adversário e resultado | Adversário e resultado                 | Adversário e resultado | Adversário e resultado | Adversário e resultado | Posição          |
| ------------ | ------ | ---------------------- | ---------------------- | -------------------------------------- | ---------------------- | ---------------------- | ---------------------- | ---------------- |
| Nina Solheim | +67kg  | EGY N. Rabo V 9-3      | MAS C. Chan V 3-1      | BRA N. Falavigna V 2-2 (superioridade) |                        |                        | MEX M. Espinoza D 1-3  | Medalha de prata |

### Tiro
Masculino
| Atleta             | Evento                 | Qualificação | Qualificação | Final       | Final       | Final                | Posição          |
| Atleta             | Evento                 | Placar       | Posição      | Placar      | Total       | Desempate            | Posição          |
| ------------------ | ---------------------- | ------------ | ------------ | ----------- | ----------- | -------------------- | ---------------- |
| Are Hansen         | Carabina de ar 10 m    | 592          | 19º          | Não avançou | Não avançou | Não avançou          | Não avançou      |
| Espen Berg-Knutsen | Carabina deitado 50 m  | 594          | 11º          | Não avançou | Não avançou | Não avançou          | Não avançou      |
| Espen Berg-Knutsen | Carabina três posições | 1.160        | 30º          | Não avançou | Não avançou | Não avançou          | Não avançou      |
| Harald Jensen      | Skeet                  | 118          | 12º          | Não avançou | Não avançou | Não avançou          | Não avançou      |
| Tore Brovold       | Skeet                  | 120          | 2º           | 25          | 145         | USA V. Hancock D 3-4 | Medalha de prata |
| Vebjørn Berg       | Carabina de ar 10 m    | 592          | 22º          | Não avançou | Não avançou | Não avançou          | Não avançou      |
| Vebjørn Berg       | Carabina deitado 50 m  | 596          | 3º           | 103,1       | 699,1       |                      | 4º               |
| Vebjørn Berg       | Carabina deitado 50 m  | 1.172        | 5º           | 94,5        | 1.266,5     |                      | 8º               |

Feminino
| Atleta                  | Evento                 | Qualificação | Qualificação | Final       | Final       | Final       | Posição     |
| Atleta                  | Evento                 | Placar       | Posição      | Placar      | Total       | Desempate   | Posição     |
| ----------------------- | ---------------------- | ------------ | ------------ | ----------- | ----------- | ----------- | ----------- |
| Gyda Ellefsplass Olssen | Carabina de ar 10 m    | 391          | 34º          | Não avançou | Não avançou | Não avançou | Não avançou |
| Gyda Ellefsplass Olssen | Carabina três posições | 575          | 27º          | Não avançou | Não avançou | Não avançou | Não avançou |
| Kristina Vestveit[a]    | Carabina de ar 10 m    | 395          | 14º          | Não avançou | Não avançou | Não avançou | Não avançou |
| Kristina Vestveit[a]    | Carabina três posições | 573          | 29º          | Não avançou | Não avançou | Não avançou | Não avançou |

a. ^ A Federação de Tiro Norueguesa sugeriu a seleção da atleta Ingrid Stubsjøen para a equipe, mas o Comitê Olímpico Norueguês inscreveu a atleta Kristina Vestveit em função da boa performance dela na final da Copa do Mundo de Tiro de 2008.

### Vela
Masculino
| Atleta        | Evento | Regata | Regata | Regata | Regata | Regata | Regata | Regata | Regata | Regata | Regata | Regata | Pontos | Posição |
| Atleta        | Evento | 1      | 2      | 3      | 4      | 5      | 6      | 7      | 8      | 9      | 10     | M      | Pontos | Posição |
| ------------- | ------ | ------ | ------ | ------ | ------ | ------ | ------ | ------ | ------ | ------ | ------ | ------ | ------ | ------- |
| Kristian Ruth | Laser  | 10     | 11     | 17     | 10     | 3      | 8      | 13     | 21     | 38     |        | 16     | 109    | 10º     |

Feminino
| Atleta                                                   | Evento       | Regata | Regata | Regata | Regata | Regata | Regata | Regata | Regata | Regata | Regata | Regata  | Pontos | Posição |
| Atleta                                                   | Evento       | 1      | 2      | 3      | 4      | 5      | 6      | 7      | 8      | 9      | 10     | M       | Pontos | Posição |
| -------------------------------------------------------- | ------------ | ------ | ------ | ------ | ------ | ------ | ------ | ------ | ------ | ------ | ------ | ------- | ------ | ------- |
| Cathrine Gjerpen                                         | Laser Radial | 26     | 27     | 24     | 27     | 23     | 28     | 23     | 27     | 25     |        | Não av. | 202    | 28º     |
| Jannicke Stålstrøm                                       | RS:X         | 7      | DSQ    | 2      | 12     | 9      | 10     | 15     | 13     | 21     | 18     | Não av. | 117    | 15º     |
| Alexandra Koefoed Lise Birgitte Frederiksen Siren Sundby | Yngling      | 12     | 13     | 5      | 1      | 3      | 13     | 12     | 11     |        |        | 7       | 71     | 10º     |

Misto
| Atleta                            | Evento | Regata | Regata | Regata | Regata | Regata | Regata | Regata | Regata | Regata | Regata | Regata | Regata | Regata  | Pontos | Posição |
| Atleta                            | Evento | 1      | 2      | 3      | 4      | 5      | 6      | 7      | 8      | 9      | 10     | 11     | 12     | M       | Pontos | Posição |
| --------------------------------- | ------ | ------ | ------ | ------ | ------ | ------ | ------ | ------ | ------ | ------ | ------ | ------ | ------ | ------- | ------ | ------- |
| Peer Moberg                       | Finn   | 23     | DSQ    | 11     | 19     | 22     | 1      | DSQ    | 4      |        |        |        |        | Não av. | 107    | 19º     |
| Christopher Gundersen Frode Bovim | 49er   | 11     | 13     | 18     | 7      | 10     | 8      | 14     | 11     | 13     | 19     | 12     | 11     | Não av. | 128    | 13º     |

### Voleibol de praia
Masculino
| Atleta                          | Fase de grupos | Fase de grupos | Oitavas de final       | Quartas de final       | Semifinais             | Final                  |
| Atleta                          | Adversário e resultado | Pos.           | Adversário e resultado | Adversário e resultado | Adversário e resultado | Adversário e resultado |
| ------------------------------- | --- | -------------- | ---------------------- | ---------------------- | ---------------------- | ---------------------- |
| Jørre Kjemperud Tarjei Skarlund | GER Klemperer/Koreng D 1 - 2 (21-19; 20-22; 7-15) NED Nummerdor/Schuil D 1 - 2 (21-13; 15-21; 9-19) SUI Laciga M./Schnider D 0 - 2 (16-21; 16-21) | 4º (gr. E)     | Não avançou            | Não avançou            | Não avançou            | Não avançou            |

Feminino
| Atleta                            | Fase de grupos | Fase de grupos | Oitavas de final                                | Quartas de final       | Semifinais             | Final                  |
| Atleta                            | Adversário e resultado | Pos.           | Adversário e resultado                          | Adversário e resultado | Adversário e resultado | Adversário e resultado |
| --------------------------------- | --- | -------------- | ----------------------------------------------- | ---------------------- | ---------------------- | ---------------------- |
| Nila Håkedal Ingrid Tørlen        | CUB F. Grasset/L. Peraza D 0 - 2 (20-22; 19-21) JPN Teru Saiki/Kusuhara V 2 - 0 (21-8; 21-18) USA Walsh/May-Treanor D 0 - 2 (18-21; 17-21) Repescagem MEX Candelas/Garcia V 2 - 1 (20-22; 21-12; 15-11) | 3º (gr. A)     | CHN Tian Jia/Wang D 0 - 2 (13-21; 15-21)        | Não avançou            | Não avançou            | Não avançou            |
| Kathrine Maaseide Susanne Glesnes | BEL Van Breedam/Mouha V 2 - 0 (24-22; 21-18) SUI Kuhn/Schwer V 2 - 0 (21-11; 21-17) CHN Tian Jia/Wang D 1 - 2 (21-17; 14-21; 8-15)                                                                      | 2º (gr. B)     | BRA Talita/Renata D 1 - 2 (21-12; 19-21; 13-15) | Não avançou            | Não avançou            | Não avançou            |

Legenda
| Recorde mundial      | Recorde mundial (World record)               |                       | Recorde africano                      | Recorde africano (African) |                                           | Q | Classificado por posição (Qualified) |
| Recorde olímpico     | Recorde olímpico (Olympic record)            | Recorde da América    | Recorde da América (Americas)         | q                          | Classificado por melhor tempo (Qualified) |   |                                      |
| Melhor marca do ano  | Melhor marca do ano (World leading)          | Recorde asiático      | Recorde asiático (Asian)              | DNS                        | Não largou (Did not start)                |   |                                      |
| Recorde nacional     | Recorde nacional (National record)           | Recorde europeu       | Recorde europeu (European)            | DNF                        | Não terminou (Did not finish)             |   |                                      |
| Recorde pessoal      | Recorde pessoal do atleta (Personal best)    | Recorde da Oceania    | Recorde da Oceania (Oceania)          | DSQ / DQ                   | Desclassificado (Disqualified)            |   |                                      |
| Recorde da temporada | Recorde da temporada do atleta (Season best) | Recorde sul-americano | Recorde sul-americano (South America) | NM                         | Sem marca (No mark)                       |   |                                      |

### Remo
| S | Classificado(a) para as semifinais |    |                        | FA | Final A (disputa de medalhas) |  |  | FD | Final D (sem medalhas) |
| Q | Classificado(a) para as quartas    | FB | Final B (sem medalhas) | FE | Final E (sem medalhas)        |  |  |    |                        |
| R | Classificado(a) para a repescagem  | FC | Final C (sem medalhas) | FF | Final F (sem medalhas)        |  |  |    |                        |

### Vela
| M   | Regata da Medalha da qual só participam os dez primeiros colocados das regatas anteriores  |  |  | CAN | Regata cancelada |
| BFD | Desclassificado por bandeira preta (Black Flag Disqualified)                               |  |  |     |                  |
| UFD | Desclassificado por bandeira "U" (U Flag Disqualified)                                     |  |  |     |                  |
| OCS | Largada queimada (On the Course Side of the starting line)                                 |  |  |     |                  |
| DNE | Desclassificação sem eliminação (infração a um item do regulamento da prova – Did Not End) |  |  |     |                  |